# Mosjön (Kävsjö socken, Småland)
Mosjön är en sjö i Gnosjö kommun i Småland och ingår i Lagans huvudavrinningsområde. Sjön är 9,5 meter djup, har en yta på 0,738 kvadratkilometer och befinner sig 162 meter över havet. Sjön avvattnas av vattendraget Marieholmskanalen (Modalaån). Vid provfiske har bland annat abborre, braxen, gers och gädda fångats i sjön.
I samband med byggandet av Kävsjö kanal 1904-1910 sänktes Mosjön med tre meter.

## Delavrinningsområde
Mosjön ingår i det delavrinningsområde (636373-138398) som SMHI kallar för Utloppet av Mosjön. Medelhöjden är 206 meter över havet och ytan är 7,65 kvadratkilometer. Räknas de 4 delavrinningsområdena uppströms in blir den ackumulerade arean 50,98 kvadratkilometer. Marieholmskanalen (Modalaån) som avvattnar avrinningsområdet har biflödesordning 3, vilket innebär att vattnet flödar genom totalt 3 vattendrag innan det når havet efter 197 kilometer. Delavrinningsområdet består mestadels av skog (71 procent). Avrinningsområdet har 0,87 kvadratkilometer vattenytor vilket ger det en sjöprocent på 11,4 procent.

## Fisk
Vid provfiske har följande fisk fångats i sjön:
- Abborre
- Braxen
- Gärs
- Gädda
- Karpfisk obestämd
- Löja
- Mört
- Sutare